# The Fang
The Fang är en bergstopp i Antarktis. Den ligger i Östantarktis. Nya Zeeland gör anspråk på området. Toppen på The Fang är 3 159 meter över havet.
Terrängen runt The Fang är huvudsakligen bergig, men åt nordväst är den kuperad. Trakten är obefolkad. Det finns inga samhällen i närheten.